# Višefazni sustav
U elektrotehnici, višefazni sustav ili polifazni sustav je sustav od tri ili više izmjeničnih struja koje su međusobno fazno pomaknute.
Najčešće korišteni višefazni sustav je trofazni sustav, a ponekad se koriste i sustavi s više od tri faza (primjerice, kod nekih visokonaponskih ispravljača se koristi šestofazni sustav), iako mnogo rjeđe.